# Wala Al-Hashimi
Wala Al-Hashimi es una deportista bareiní que compitió en taekwondo. Ganó una medalla de bronce en el Campeonato Asiático de Taekwondo de 2006 en la categoría de –51 kg.

## Palmarés internacional
| Campeonato Asiático | Campeonato Asiático | Campeonato Asiático | Campeonato Asiático |
| Año                 | Lugar               | Medalla             | Categoría           |
| ------------------- | ------------------- | ------------------- | ------------------- |
| 2006                | Bangkok (Tailandia) | Medalla de bronce   | –51 kg              |